# Курский соловей (музей)
Музе́й «Ку́рский солове́й»  — музей, посвященный символу Курского края — курскому соловью, расположенный в Курске.
Музей был открыт 4 июня 2007, в Соловьиный день по русскому народному календарю, при Курском Областном Центре детского и юношеского туризма, краеведения и экскурсий..
В настоящее время собрание музея содержит более 1000 предметов и произведений, в том числе более 200 единиц подлинников различных документов, и более 800 ксерокопий стихов, песен, сказок, рассказов про соловья, современных цветных фотографий по тематике музея, тематических подборок материалов.

## Экспозиция
- фотографии курского соловья, сделанные в 2007 году курским фотохудожником Виктором Викторовым и в 1960-е годы 15-летним Гришей Кокоровцом (ныне — Григорий Александрович Кокоровец, фотограф Курского госуниверситета), которая удостоена диплома Международной выставки детского и юношеского творчества в Монреале;
- материалы о Соловье-разбойнике, так как он издревле считается обитателем курского края, как это показывает в своих трудах курский археолог Ю. А. Липкинг;
- буквенные записи трелей курского соловья курского писателя Владимира Конорева (у него их получилось около 900 разновидностей); видеозапись встречи с ним сделана 01.12.2007;
- рассказы «Мой соловей», «Тётёнь» курского писателя Владимира Конорева, книги-подарки других курских поэтов и писателей, воспевающих соловья;
- старинные рушники, на которых соловей запечатлён в вышивке и кружеве;
- исторические данные о происхождении фразеологизма «Курский соловей»;
- диски и пластинки с пением соловья, пластинка «Танго соловья»;
- материалы о людях, кого на их родине называют курскими соловьями (о Надежде Плевицкой, Иване Суржикове, Ирине Стародубцевой, сёстрах Толмачёвых, Владимире Неведрове);
- материалы о курском фирменном поезде «Соловей»[2];
- глиняные «фирменные» соловьи курских мастеров-глинщиков;
- материалы о соловьиной переписи в Москве, Курске;
- фирменные футболки, значки, конфеты «Соловушек перезвон», мороженое «Соловушка», бальзам «Курский соловей» (больше не выпускается…), даже выращенные Л. Н. Ерёминой и замаринованные в баночках огурцы «Соловей»;
- о фестивале бардовской песни в Курске «Соловьиная трель», марафоне «Курский соловей», зимних автогонках «Курский соловей», празднике дружбы и партнёрства «Курский соловей», детском исполнительском конкурсе «Курский соловей»;
- настоящее гнездо соловья и другие материалы[3].